# Gravitholus
Gravitholus albertae
Genre
Espèce
Gravitholus est un genre fossile de dinosaures herbivores de la famille des Pachycephalosauridae qui vécut au Crétacé supérieur dans ce qui est l'actuel Canada. Son nom veut dire « dôme lourd ». Il n'est représenté que par une seule espèce, Gravitholus albertae.

## Classification
Le nom valide complet (avec auteur) de ce taxon est Gravitholus Wall (d) & Galton, 1979.
Plusieurs études considèrent Gravitholus comme synonyme de Stegoceras, dont celle de Thomas E. Williamson (d) et Thomas D. Carr (d) en 2003. Une étude de 2020 d'Alison Margaret Murray (d) et al. a révélé que Gravitholus et Hanssuesia sont effectivement synonymes de Stegoceras.